# Diccionario Griego-Español
El Diccionario Griego-Español (DGE) és un diccionari bilingüe grec antic - castellà en procés d'elaboració al CSIC (Madrid) sota la direcció de Francisco R. Adrados i Juan Rodríguez Somolinos. Segons el lloc web oficial, "aspira a convertir-se en el diccionari de grec antic més complet i actualitzat, utilitzant mètodes lexicogràfics moderns per estructurar-ne internament els articles". Pretén cobrir el lèxic més important de tots els textos (tant literaris com documentals) des de l'època micènica fins al final de l'antiguitat (cap al 600 dC).
L'objectiu inicial era simplement adaptar al castellà els millors diccionaris grecs existents amb algunes correccions i ampliacions, però aviat es va veure la necessitat de redactar un nou diccionari de grec antic a una llengua moderna, degut als avenços que s'havien fet en la filologia clàssica i a les mancances del diccionari de referència, A Greek-English Lexicon.
Es va establir que calia incorporar al lèxic el vocabulari micènic, el cristià, els noms propis i les paraules de textos descoberts recentment. També es va decidir incloure els resultats de les investigacions en lingüística indoeuropea sobre l'etimologia de les paraules gregues. Finalment, les entrades del diccionari havien de seguir uns principis lexicogràfics moderns, basant-se en la semàntica del castellà.
El diccionari, amb una extensió final estimada del triple que la de A Greek-English Lexicon, és disponible en dos formats:
- La versió en paper, en diversos volums.
- La versió digital, codificada en XML TEI P5, és consultable en línia i distribuïble segons la llicència Creative Commons "Reconeixement - NoComercial - CompartirIgual" (by-nc-sa).[3]

En una ressenya sobre el quart volum del diccionari, el filòleg clàssic anglès John Chadwick, conegut per haver contribuït a desxifrar l'escriptura lineal B junt amb Michael Ventris, va escriure que "podríem envejar els nostres successors per la possessió d'aquesta eina, ja que és sens dubte una gran millora respecte a la novena edició del Greek Lexicon de Liddell i Scott (LSJ)", però va destacar el "problema" que les definicions estan escrites en castellà i per la seva brevetat no proporcionen el context necessari perquè un angloparlant les entengui.